# Cycleptus meridionalis
Cycleptus meridionalis es una especie de peces de la familia Catostomidae en el orden de los Cypriniformes.

## Morfología
• Los machos pueden llegar alcanzar los 59,3 cm de longitud total.

## Hábitat
Es un pez de agua dulce y de clima subtropical.

## Distribución geográfica
Se encuentran en Norteamérica:  cuencas de los ríos  Pearl,  Pascagoula y  Alabama.